# Moneilema subrugosum
Moneilema subrugosum är en skalbaggsart som beskrevs av Bland 1862. Moneilema subrugosum ingår i släktet Moneilema och familjen långhorningar. Inga underarter finns listade i Catalogue of Life.